# Sérgio Antônio Borges Júnior
Sérgio Antônio Borges Júnior (Contagem, 4 de agosto de 1986), mais conhecido como Serginho, é um futebolista brasileiro que atua como volante. Atualmente joga no Itabirito.

## Carreira

### Atlético Mineiro
Revelado pelo Atlético Mineiro em 2007, conquistou o Campeonato Mineiro naquele ano. Em 2008 foi emprestado ao CRB, mas no dia 8 de maio voltou a reintegrar o elenco alvinegro. Sofreu uma lesão durante o Campeonato Brasileiro de 2008, se recuperando e voltando a atuar no ano seguinte, em julho de 2009.
Pelo Campeonato Brasileiro de 2009, Serginho sofreu nova lesão no joelho em partida contra o Flamengo. Novamente, o jogador ficou um bom tempo longe dos gramados, voltando a atuar somente no segundo semestre de 2010.

### Criciúma
No dia 27 de maio de 2013, foi emprestado para o Criciúma. O jogador ficou até o final de 2014 e teve o salário pago pelo próprio Atlético Mineiro.
Em 15 de janeiro de 2015, foi reintegrado ao elenco do Galo para o restante da temporada.

### Vasco da Gama
Já no dia 23 de janeiro de 2015, foi emprestado ao Vasco da Gama até o final do ano.

### Sport
No dia 21 de dezembro de 2015, foi anunciado como novo reforço do Sport para a temporada 2016.

### Santo André
Foi anunciado pelo Santo André no dia 8 de dezembro de 2021, chegando como reforço para a temporada 2022.

## Títulos
Atlético Mineiro
- Campeonato Mineiro: 2007, 2010, 2012 e 2013
- Copa Libertadores da América: 2013

Vasco da Gama
- Campeonato Carioca: 2015

Sport
- Taça Ariano Suassuna: 2016

Akhisar
- Copa da Turquia: 2017–18
- Supercopa da Turquia: 2018